# Ectobius tyrrhenicus
Ectobius tyrrhenicus är en kackerlacksart som beskrevs av Failla och Andre Messina 1973. Ectobius tyrrhenicus ingår i släktet Ectobius och familjen småkackerlackor. Inga underarter finns listade i Catalogue of Life.